# Cerastium capillatum
Cerastium capillatum är en nejlikväxtart som beskrevs av I.V. Sokolova. Cerastium capillatum ingår i släktet arvar, och familjen nejlikväxter. Inga underarter finns listade i Catalogue of Life.